# Dan Niculescu (basket-ball, 1929)
Pour les articles homonymes, voir Niculescu.
Ne doit pas être confondu avec Dan Niculescu (basket-ball, 1953).
Dan Niculescu, né le 22 octobre 1929, à Bucarest, en Roumanie et mort en 1999, est un ancien joueur et entraîneur international roumain de basket-ball .

## Biographie
Niculescu commence sa carrière de joueur en 1944 au sein de l'AS Delavrancea, avant de rejoindre successivement le CFR, puis le Dinamo Bucarest en 1949, où il évolue jusqu’en 1960. Avec ce dernier club, il remporte quatre titres de champion national.
Sélectionné en équipe nationale dès 1949, il y joue pendant huit ans (avec quelques interruptions), totalisant 71 matchs internationaux. Il participe notamment aux Jeux olympiques d'Helsinki en 1952, aux championnats d’Europe de Moscou (1953) et Budapest (1955), ainsi qu’à plusieurs Festivals mondiaux de la jeunesse (à Bucarest, Prague et Varsovie).
Après avoir mis fin à sa carrière de joueur, il devient entraîneur en 1960 au Dinamo Bucarest, poste qu’il occupe jusqu’en 1982. Sous sa direction, le club remporte 12 titres de champion de Roumanie, trois Coupes de Roumanie, et enregistre de nombreux succès en compétitions internationales.
Il entraîne également à plusieurs reprises l’équipe nationale roumaine, qu’il mène aux championnats d’Europe de Belgrade (1961) et d’Essen (1971), ainsi qu’aux Jeux balkaniques de 1977 et 1978, où la Roumanie termine à la 2ᵉ place. Il dirige aussi des tournées en Chine et au Brésil.
Dan Niculescu reçoit plusieurs distinctions : Maître du sport (1955), Entraîneur émérite (1973), et Ordre du Mérite Sportif, classe II (1968). Investi dans le développement méthodologique du basket, il publie des travaux techniques au sein du club Dinamo. Il est également membre du bureau fédéral de la Fédération roumaine de basket, président du Collège des entraîneurs, puis vice-président de la fédération entre 1990 et 1993.